# Església parroquial de la Concepció (la Vall d'Almonesir)
L'església parroquial de la Puríssima Concepció, localitzada en el nucli urbà de la Vall d'Almonesir, a la comarca de l'Alt Palància, és un lloc de culte, catalogat, de manera genèrica Bé de Rellevància Local, segons la Disposició Addicional Cinquena de la Llei 5/2007, de 9 de febrer, de la Generalitat, de modificació de la Llei 4/1998, d'11 de juny, del Patrimoni Cultural Valencià (DOCV Núm. 5.449 / 13/02/2007), amb codi: 12.07.125-001.

## Descripció Històric artística
El temple data de 1689, any de finalització de les obres. Al llarg de la seva història ha sofert considerables danys, començant en 1839, quan va ser incendiada dins dels desperfectes que en la localitat va produir el desenvolupament de la Primera Guerra Carlina. Novament va patir un incendi, i novament com a efecte col·lateral del desenvolupament en la població d'una guerra, en aquest cas de la Tercera guerra carlina.
Això, juntament amb la falta d'un manteniment adequat ha suposat que el temple hagi arribat a l'actualitat en un estat lamentable que ha suposat el seu tancament al públic per al culte durant deu anys, i, la seva inclusió en la Llista vermella de patrimoni en perill, de l'associació Hispània Nostra. De totes maneres al febrer de 2015, es va signar un conveni a tres bandes entre la Diputació de Castelló, la Generalitat Valenciana i el Bisbat de Sogorb-Castelló, que permetrà rehabilitar-ho per complet.
El temple, que és totalment exempt, es va construir seguint les pautes de l'estil Barroc. Presenta planta rectangular d'una sola nau i quatre crugies, amb altars laterals, a manera de capelles (sobre les quals sobresurten externament els contraforts).
Els materials emprats en la construcció són maçoneria per als murs i reforços de carreus en les cantonades. La coberta exterior és a dues aigües, i la seva línia és seguida per la façana principal, que presenta com a decoració, una portada, en forma de retaule, amb porta de fusta de dues fulles, amb llinda i amb dues pilastres com a rematament, presentant sobre la llinda una fornícula en forma de petxina, altres motius decoratius. A més, sobre la porta i a diferent altura poden veure's dues obertures, tots dos rectangulars encara que de molt diferent grandària. La façana, que està als peus (igual que el cor), es remata en hastial, sobre el qual existeix una petita espadanya, rematada amb una creu de forja, en la qual no hi ha cap campana. Crida l'atenció l'afegit del rellotge que s'ha col·locat en la part superior de la façana, just al costat de l'estructura del campanar. Aquest, situat en el costat dret de l'entrada al temple, presenta dos cossos i rematada final; el primer (que presenta finestres amb aspecte d'espitlleres) coincideix amb l'altura de la façana i l'altre, de diferent fàbrica i amb finestres en forma d'arc de mig punt amb pilastres a banda i banda, abasta la part que sobri surt de la nau del temple.
Respecte a l'interior, la nau única presenta arcs de mig punt i coberta en volta de canó que presenta. Per la seva banda la sagristia presenta coberta en forma de Volta bufada. Com a elements decoratius es pot destacar el retaule gòtic dedicat a Sant Valeri.
El sotacor presenta volta de canó amb llunetes i al capdavant un arc rebaixat.
La decoració interior es realitza utilitzant pilastres, capitells composts, i algun que un altre element decoratiu més neoclàssic com a arquitraus llisos. En una de les capelles laterals destaca la presència d'una pintura sobre taula, datada del primer terç del segle xv, que es considera obra de Jaume Matheu, que estava anteriorment en una capella del claustre catedralici de la Catedral de Sogorb, que es dedicava a Sant Valeri.